# Jean Balezo
Jean Balezo, né le 22 décembre 1915 à Saint-Max, Meurthe-et-Moselle et mort le 10 septembre 1987 à Metz, est un athlète français, spécialiste des épreuves combinées.

## Biographie
Il se classe septième du décathlon lors des championnats d'Europe de 1938, à Paris.
Il remporte quatre titres de champion de France : deux au saut en longueur en 1939 et 1945, un au lancer du poids en 1945 et un au décathlon en 1945.
Le 20 mai 1944, à Lyon, il établit un nouveau record de France du décathlon avec 6 145 points. Ce record sera amélioré en 1946 par Pierre Sprecher.